# 576 TCN
576 TCN là một năm trong lịch La Mã.